# Qashliq
Qashliq (også Qasjlyq, Iskær og Sibir) var en middelalderlig by ved floden Irtysj lige sydøst for det senere Tobolsk i det nuværende Rusland. Byen grundlagdes omkring 1500 og var residens for tatarfyrsten af Tjumen (Sibir-khanatet), men blev i 1563 erobret af uzbekerne. Den 26. oktober 1582 blev den erobret af kosakken Jermak Timofejevitj, men befriedes og kom først 1590 definitivt i russernes hænder. Den forfaldt og forsvandt til sidst helt.